# Списък на латински изрази
Тази статия представлява списък с български превод на най-често използваните латински изрази и сентенции. Някои от тях са превод от гръцки афоризми, което е следствие от заимстването на реториката и литературата от Древна Елада в Римската държава.

## A
| Латински израз                          | Пряк превод                                             | Бележки |
| --------------------------------------- | ------------------------------------------------------- | --- |
| a bene placito                          | по желание или както/когато пожелаете                   | Тази фраза и нейната италинска (beneplacito) и испанска (beneplácito) разновидност са синоним с по-често срещното ad libitum. |
| a caelo usque ad centrum                | от небето до центъра                                    | Или от небето чак до центъра на земята. В правото може да се има предвид остарялата фраза cuius est solum eius est usque ad coelum et ad inferos – максима за собственост над дадена земя („защото който притежава земята, тя е негово от небесата чак до земните недра“).                                                                             |
| a capite ad calcem                      | от глава до пети                                        | Обстойно, от горе до долу. Синонимна фраза на a pedibus usque ad caput. |
| a contrario                             | напротив                                                | Еквивалентно на „au contraire“. Изразът argumentum a contrario означава „аргумент от противоположното“ – аргумент или доказателство, изведено чрез контраст или директна противоположност. |
| a Deucalione                            | от Девкалион                                            | Отдавна, от преди много време. Идва от Гай Луцилий (Сатири, 6, 284) |
| a falsis principiis proficisci          | от погрешни принципи                                    | Законен термин за De Finibus на Цицерон, 4.53. |
| a fortiori                              | от по-силния                                            | Може да се преведе като „дори още повече“ или „с дори по-силна причина“. Често се използва, за да се осъществи преход от недотам сигурно твърдение към по-очевидно заключение. |
| a mari usque ad mare                    | от море до море                                         | От Псалм 72:8, Et dominabitur a mari usque ad mare, et a flumine usque ad terminos terrae („Той ще да има власт от море до море и от реката до края на земята.“). Национален девиз на Канада. |
| a pedibus usque ad caput                | от глава до пети                                        | Еквивалент на a capite ad calcem. Виж също и ab ovo usque ad mala. |
| a posse ad esse                         | от способност до дело                                   | Използва се за разграничаване – „от това, което е възможно, до това, което е реално/изпълнено“. |
| a posteriori                            | от последното                                           | Твърдение, което се базира на наблюдение (емпирично знание), обратното на a priori (априори). Използва се в математиката и логиката да се отбележи нещо, което става известно след излагане на доказателството. Във философията се използва за нещо, което може да се познае от емпиричен опит.                                                        |
| a priori                                | от първото                                              | Предполагаемо, обратното на a posteriori. Използва се в математиката и логиката да се отбележи нещо, което се знае или се предполага преди да се изложи доказателство. Във философията се използва за нещо, което може да се знае без емпиричен опит. Във всекидневната реч се използва за обозначаване на нещо, което е известно преди дадена случка. |
| ab absurdo                              | от абсурда                                              | Използва се за дискусия, в която единият от участниците се опитва да докаже правдивостта на своето твърдение чрез изобличаване абсурдността от позицията на своя опонент. Да не се бърка с reductio ad absurdum. |
| ab abusu ad usum non valet consequentia | извод от злоупотреба до употреба не е валиден           | Правата, с които се злоупотребява, са все още валидни права (подобно на abusus non tollit usum). |
| ab aeterno                              | от вечното                                              | Буквално „от вечно съществуващото“ или „от вечността“. Подобно на „от незапомнени времена“. В теологията често обозначава нещо – като например Вселената – което е създадено отвъд времето. |
| ab antiquo                              | от древното                                             | От Древните времена |
| ab epistulis                            | от буквите                                              | Нещо, което има общо с кореспонденцията. |
| ab extra                                | от отвън                                                | Правен термин, означаващ информация, която се получава отвън, а не е известна от собствен опит (ab intra). |
| ab hinc или abhinc                      | оттук нататък                                           | |
| ab imo pectore                          | от най-дълбоко в гърдите                                | Или „с цялото си сърце“, „с най-топли чувства“, „искрено“. Приписвано на Юлий Цезар. |
| ab inconvenienti                        | от нещо неудобно/неприятно                              | Новолатински израз за „базирано на неудобство“, „от неудобство“ или „по неволя“. Argumentum ab inconvenienti е аргумент, базиран на трудността да се проследи дадена мисловна линия и е апел към последствие – нещо да се смята за вярно, защото е следствие на друго вярно.                                                                           |
| ab incunabulis                          | от люлката                                              | „От начало“ или „от ранни години“. |
| ab initio                               | от началото                                             | В литературата се използва за история, която е разказана от началото, а не in medias res (от средата). В науката се използва за първи принципи. Често се използва и за обозначаването на началото на тренировъчни курсове. Ab initio mundi означава „от началото на света“.                                                                            |
| ab intestato                            | от човек, комуто липсва завещание                       | Става въпрос за човек, починал без да е оставил завещание и чиято собственост надвишава дълговете му. Обратното на ex testamento. |
| ab intra                                | отвътре                                                 | Обратното на ab extra. |
| ab irato                                | от гневен човек                                         | Използва се в правото описва решение или действие, което е пагубно за тези, които засяга, и е направено въз основа на гняв или омраза, а не на разум. Формата irato е в мъжки род, но това не значи, че се използва само за мъже. Има се предвид човек, защото във фразата най-вероятно се изпуска „homo“, а не „vir.“                                 |
| ab origine                              | от източника                                            | От основното, източника, началото, извора – оригиналност. Оттук идва думата абориген. |
| ab ovo usque ad mala                    | от яйцето до ябълките                                   | От Сатирите на Хораций – означава от начало докрай и е базирано на римската кухня, в която по принцип яденето се започва с яйце и се завършва с плод (например ябълка). Оттам и ab ovo означава от началото, като понякога се добавя значение на завършеност, цялост.                                                                                  |
| ab uno disce omnes                      | от един учете се всички                                 | От Енеида на Вергилий. Става въпрос за ситуация, в която единичен пример или наблюдение водят до универсална истина. |
| ab urbe condita (a.u.c.)                | от основаването на града                                | Или „от основаването на Рим“, което според Тит Ливий се случва през 753 г. пр. Хр. В Древен Рим се използва за главна точка, от която се започва летоброенето до въвеждането на други системи. Може да се срещне и като anno urbis conditae (a.u.c.) (буквално „в годината на основаването на града“).                                                 |
| ab utili                                | от полза                                                | Използва се в дискусии. |
| absens haeres non erit                  | отсъстващият човек не ще бъде наследник                 | Става въпрос за правния принцип, че който не присъства, най-вероятно няма да бъде наследник. |
| absente reo (abs. re.)                  | [при] отсъствие на обвиняемия                           | В случай, че ответникът отсъства. |
| absit iniuria (или injuria) verbis      | нека вредата липсва в [тези] думи                       | Изразява желанието на говорещия да не накърни своите слушатели с думите си. Виж още absit invidia. |
| absit invidia                           | нека лошото липсва                                      | Фразата е подобна на българската „да не са ти уроки“ – има се предвид не само желанието да не се нанесе обида, но и суеверното вярване, че враждебността действително може да навреди на другите. Разширява се до absit invidia verbo, тоест „нека лошото липсва в тази дума“ (absit iniuria verbis).                                                  |
| absit omen                              | нека липсва знамение                                    | Или „нека няма лошо знамение“. Изразява надеждата някаква лоша случка да не предвещава друга по-мащабна и се обръща към божествена закрила. |
| absolutum dominium                      | абсолютна доминация                                     | Тотална власт или суверенитет. |
| absolvo                                 | намирам за невинен                                      | Правен термин, използван от съдията, когато оправдава обвиняем.Te absolvo или absolvo te, тоест „прощавам ти“, изричано от римокатолическите свещеници по време на причастие или изповед. Използва се след Втория Ватикански събор. |
| abundans cautela non nocet              | прекалената внимателност не вреди                       | |
| abusus non tollit usum                  | неправилната употреба на премахва употребата            | Само защото нещо е използвано неправилно, то не значи, че не може да бъде използван коректно. |
| accipe hoc                              | Вземи това                                              | Мото на 848 военноморски въздухшен ескадрон, Кралските военноморски сили. |
| accusare nemo se debet nisi coram Deo   | никой не бива да се самообвинява освен по волята на Бог | Правна максима, с която се има предвид, че всеки обвинен човек има право да пледира невинен; че свитеделят не е задължен да дава отговор или да приема документ, който ще инкриминира и самия него. Подобна фраза е и nemo tenetur se ipsum accusare – „никой не трябва да обвиянва себе си“.                                                          |
| acta deos numquam mortalia fallunt      | действията на смъртните никога не мамят боговет         | Овидий – Тристиа 1.2.97: si tamen acta deos numquam mortalia fallunt, / a culpa facinus scitis abesse mea. – „И ако действията на смъртните никога не мамят боговете, / тогава знаете, че престъплението не присъстваше в моята вина.“ |
| acta est fabula plaudite                | Пиесесата бе изиграна; аплодисменти!                    | Чест завършек на Древноримските комедии. Светоний твърди в „Дванадесетте цезари“, че това са и последните думи на Октавиан Август. Използва се от Сибелиус към третото действие на Струнен квартет no. 2, за да може публиката му да разбере, че това е краят на творбата, защото по принцип квартетите имат четири части.                             |
| acta non verba                          | Дела, а не думи                                         | |
| acta sanctorum                          | Дела на светците                                        | Използва се и в ед.ч. – Acta Sancti (Делата на светеца). Изразът стои пред името на даден светец. Често срещано заглавие в агиографията. |

## V
| Латински израз     | Пряк превод              | Бележки |
| ------------------ | ------------------------ | --- |
| Vox populi vox Dei | Глас народен – глас божи | Пълният римски израз гласи „Vox unius, vox nullius, vox pópuli, vox Déi“, т.е. „Гласът на едного е глас на никого, глас народен – глас божи“. |